# Степаненко Микола Петрович
Микола Петрович Степаненко (31.01.1972 — 18.03.2022) — штаб-сержант Збройних Сил України, учасник російсько-української війни, що загинув під час російського вторгнення в Україну.

## Життєпис
Загинув під час ворожого артилерійського обстрілу в районі с. Мощун на Київщині. 
Похований у с. Озірна Звенигородського району на Черкащині. Залишилися батьки, дружина та неповнолітній син.

## Нагороди
- орден «За мужність» III ступеня (2022, посмертно) — за особисту мужність і самовіддані дії, виявлені у захисті державного суверенітету та територіальної цілісності України, вірність військовій присязі[2].